# ديفيد شاكو
ديفيد شاكو (1901-1981) كان عالم نفس أمريكيًا. اشتهر بتطويره لنموذج العالم الممارس (أو نموذج بولدر) لتدريب الخريجين من علماء النفس السريريين، الذي تبنته جمعية علم النفس الأمريكية في عام 1949.
أجرى أبحاثًا رائدة في مرض الفصام، مع التركيز بشكل خاص على الآلية التي يؤدي بها التدهور والعجز إلى تراجع الأداء الطبيعي. ساعد عمله في إضفاء الطابع الإنساني على المصابين بالفصام، الذي كان يُعتبر آنذاك خطيرًا وغير قابل للعلاج. عُرف أيضًا في هذا المجال بإنشاء أحد أوائل برامج التدريب في علم النفس السريري في الولايات المتحدة في أثناء وجوده في مستشفى ورسستر الحكومي.

## سيرته الذاتية

### النشأة والتعليم
ولد ديفيد شاكو في مدينة نيويورك في 2 يناير عام 1901، لوالده أبراهام تشيكويتز (تغير إلى شاكو عند وصوله إلى الولايات المتحدة)، ووالدته إيفا ليفينثال. هاجر أبراهام وإيفا شاكو من روسيا إلى الجانب الشرقي السفلي في مانهاتن حيث أنشأا عائلتهما اليهودية. خلال فترة المراهقة، ابتعد شاكو عن التقاليد اليهودية وامتنع عن الدخول في مجال الأعمال. خلال هذا الوقت، تم إحضاره إلى ماديسون هاوس، وهي مستوطنة للمهاجرين عُرفت بتشجيع الأفراد الذين يقضون الوقت هناك على التعلم.
في أثناء إقامته في ماديسون هاوس، تعرّف على أعمال فرويد ويونغ وجيمس، الأمر الذي ألهم اهتمامه بعلم الأمراض النفسية. بدأ دراسته الجامعية في جامعة هارفارد، حيث حصل على درجة البكالوريوس ثم الماجستير في العلوم. بعد ذلك، بدأ أطروحته ساعيًا للحصول على درجة الدكتوراه، ولكن، بعد الزواج من صوفي وتكوين أسرة، قرر بدء العمل في مستشفى ورسستر الحكومي في عام 1926. أنهى لاحقًا درجة الدكتوراه مع التركيز بشكل رئيسي على مرض الفصام، ما عزز رغبته في العمل في ورسستر.

### الحياة مهنية
في الفترة التي قضاها في مستشفى ورسستر الحكومي، بدأ أحد برامج التدريب الأولى في علم النفس السريري. شغل شاكو منصب كبير الأطباء النفسيين ومدير الأبحاث النفسية في المستشفى الحكومي. من هنا، أجرى بحوثات وكَتب حول نموذج العالم الممارس. في عام 1948، قبل منصب أستاذ علم النفس في جامعة إلينوي في كلية الطب، وتولى عملًا إضافيًا في جامعة شيكاغو في قسم علم النفس، حيث قام بالتدريس لعدة سنوات قبل أن ينتقل إلى مهنة في مجال البحوث. ساهم شاكو في إنشاء مختبر علم النفس التابع للمعهد الوطني للصحة العقلية حيث مُنح منصب الرئيس في عام 1954. ركز هناك على البحث وأشرف على أكثر من 500 مقالة. تقاعد شاكو في عام 1966، لكنه بقي ضمن فريق العمل كباحث نفسي كبير لإجراء المزيد من الأبحاث والمقالات والمذكرات، حتى توفي إثر نوبة قلبية عن عمر يناهز 80 عامًا في فبراير عام 1981. بقي في ذاكرة زوجته وأطفاله الثلاثة وأحفاده التسعة.

## مساهماته الكبرى

### نموذج العالم الممارس
كان ديفيد شاكو كبير الأطباء النفسيين في مستشفى ورسستر الحكومي، بالإضافة إلى كونه عضوًا في لجنة تدريب علماء النفس السريريين. ساعده بحثه المكثف حول الفصام في مستشفى ولاية ورسستر على تطوير ما يُعرف باسم نموذج بولدر، أو نموذج العالم الممارس. يهدف إلى توجيه الطلاب في برامج الدراسات العليا لتطوير أسس منهجية البحث والعمل الميداني والممارسة العلمية من خلال المشاركة بهدف تأطير وتحسين عملهم المستقبلي في مجال علم النفس السريري. ما يزال حتى يومنا هذا النموذج البارز لتدريب علماء النفس السريريين. من خلال هذا التدريب واكتساب الخبرة السريرية، سيكون لدى أخصائيي الصحة العقلية في المستقبل فرصة لتعزيز فهم التآزر بين البحث والممارسة السريرية وتطوير «السلوك العلاجي» الذي صاغه شاكو. وصف فكرة السلوك العلاجي هذه على أنها تتمثل بعالم نفس يملك عقلية الرعاية المناسبة وتقدير المريض كإنسان وليس ككائن خاضع للتجربة. ما تزال هذه الفكرة بارزة حتى اليوم وتعتبر أساسية لحصد نتائج البحث الناجحة.

### تطوير مجال علم النفس السريري
بعد مرور خمسين عامًا على صياغة مجال علم النفس السريري، لم يكن معرفًا بشكل واضح بسبب اقتصار المهنة على بيئة واحدة وبسبب الافتقار إلى توحيد معايير التدريب والمبادئ. طور شاكو مجال علم النفس السريري كمهنة من خلال تحديد أهداف ووظائف المجال والتدريب وإنشاء علاقات مع الأساتذة المشاركين. اقترح أن يعمل طلاب علم النفس السريري على اختيار وتنظيم دوراتهم الدراسية وتدريبهم بشكل فردي دون أي دعم جماعي، وأن يتوجب عليهم الدفاع عن عمله وحمايته باستمرار. من خلال رفض التعاريف التي كانت محدودة للغاية، إذ حصرت الطبيب السريري ضمن مجال البحث فقط، ولكنها واسعة جدًا بحيث يتداخل المجال مع غيره من المجالات، ومن خبرته في العمل في مجالات الطب النفسي، أضفى الطابع الرسمي على ما يجب على علماء النفس السريريين تشخيصه والبحث حوله وعلاجه ضمن مهنتهم.

### برنامج تدريب علماء النفس السريريين
قبل عام 1946، كان هناك اتفاق محدود على ما يجب على طالب علم النفس السريري دراسته من أجل الاستعداد لممارسة علم النفس السريري لأن الجامعات لم تكن تقدم نفس الفصول ولا تغطي نفس المواد عبر الفصول الدراسية. لم تكن التدريبات لاكتساب الخبرة في هذا المجال موحدة، ولم يُمنح طلاب علم النفس السريري لقبًا موحدًا ليكتسبوه أثناء عملهم كمتدربين.
كان دور شاكو في التدريب هو توحيد وتنظيم التدريب الذي يتعين على الطلاب اجتيازه كجزء من مهنتهم في علم النفس السريري، وذلك حسب تعريفه. طور نموذجًا لبرنامج التدريب السريري مستوحى من خبرته في مرافق الطب النفسي والعقلي وكان من المقرر أن يكون نموذجًا تستخدمه المؤسسات الأخرى في المستقبل. من خلال خبرته في التدريب والعمل في مستشفى ورسستر الحكومي، ما أتاح له الفرصة لإلهام أكثر من مئة متدرب في علم النفس، الذين كانوا مشاركين نشطين في الجوانب السريرية والبحثية للأنشطة المهنية في المستشفى، تمكن شاكو من توحيد برنامج التدريب بشكل رسمي، بحيث يحقق الطلاب متطلبات معينة بترتيب معين حتى يصبحوا علماء نفس سريريين معتمدين ومختصين. في مستشفى ورسستر الحكومي، أقر أنه في نهاية تدريب طلاب علم النفس السريري، يجب أن يكونوا قادرين على التشخيص وإجراء البحوث وتقديم العلاج. شدد البرنامج التدريبي، على مدة أربع سنوات، على وضع الأهداف كدليل تقريبي للطلاب لتوضيح التوقعات ومعرفة ما يتضمنه البرنامج وإعدادهم لمهنهم كعلماء نفسيين سريريين. كان هذا البرنامج بمثابة وثيقة عمل لمناقشة مؤتمر بولدر حول كيفية تعريف مجال علم النفس السريري.

### أبحاث حول الفصام
بينما كان شاكو في ورسستر، بدأ في دراسة مرض الفصام. درس شاكو عدة طرق مختلفة لقياس درجات التدهور والعجز في القدرة على العمل. قارن مدات ردود الفعل اللفظية واليدوية لدى الأشخاص المصابين بالفصام مقارنةً بالأشخاص العاديين. وجد شاكو أن التدهور يحدث على المستوى الانعكاسي، ما يعني أنه عكوس. يُعرّف العجز على أنه ضرر غير عكوس، وهو يحدث على المستويات المعرفية والإدراكية بحسب أبحاث شاكو. روج شاكو لوجهة نظر جديدة حول مرض الفصام. من خلال إظهار أن المصابين بالفصام ما زالوا بشرًا ويمكن علاجهم ولا يجب اعتبارهم خطرين، سُمح لهم بنمط مختلف من الرعاية. اعتُبرت أطروحة شاكو بعنوان طبيعة تدهور الفصام دراسة كلاسيكية لمرض الفصام.